# تشارلز هنري (لاعب كرة قدم أمريكية)
تشارلز هنري (بالإنجليزية: Charles Henry)‏ هو لاعب كرة قدم أمريكية أمريكي، ولد في 8 أبريل 1964 في سانت بيترسبرغ في الولايات المتحدة.

## وصلات خارجية
- تشارلز هنري على موقع مرجع كرة القدم المحترفة.كوم (الإنجليزية)